# I Want It All (canción de Depeche Mode)
I Want It All es una canción del grupo inglés de música electrónica Depeche Mode compuesta por David Gahan, publicada en el álbum Playing the Angel de 2005. Fue uno de los tres primeros temas que el vocalista aportó al grupo tras más de veinte años en DM sólo cantando.

## Descripción
I Want It All es una balada electro totalmente inserta en el género Trip hop, debido a la colaboración de Christian Eigner y Andrew Phillpott, quienes según se he revelado musicalizan las líricas escritas por Gahan, y supieron darle una orientación muy ambiental al arreglo de este tema.
Si bien es una función electroacústica la cual, a diferencia de los otros temas del cantante para el mismo disco y aun de sus posteriores aportaciones, está claramente recargada hacia su lado sintético. Las cuerdas de la guitarra, desde luego grabada por Martin Gore, son un mero acompañamiento, aunque están tocadas a un tiempo sumamente acompasado para hacer sonar la canción muy triste. Por último, la percusión, especialidad de Eigner, se muestra muy minimalista y sin contundencia alguna, con todo lo cual resulta una canción muy tranquila acercándose mucho al espíritu de temas como Waiting for the Night o When the Body Speaks.
Además de ello, está complementada con efectos dispersos varios, como ha sido el sello de Gahan, Eigner, Phillpott, y el que se convierte en su mayor defecto pues sobre todo en su cierre se torna muy poco melódica y desordenada, prácticamente lúdica por la ausencia de cuerdas en esa sección.
La parca letra es la más cercana al estilo de Martin Gore, el inevitable referente de Gahan quien por su parte se ha mostrado algo más descarado en sus propias canciones, aunque por otro lado es también la más cercana a las ejercitadas por el cantante en su primer álbum solista de 2003, Paper Monsters. Es un tema alucinante sobre deseo, en un modo evidentemente introspectivo y onírico, haciendo un alegórico poema sobre cosas perdidas, deseos y aun de miedos.
Con todo, lo más llamativo es la tendencia Trip hop a la que llega la canción, haya sido intencional o accidental, pues su irregular melodía electrónica es ineludiblemente de tipo ambiental, tanto que se utilizó durante toda la gira Touring the Angel como introducción de cada concierto, pues en su descargo la ausencia de pesadez la volvió una muy adecuada obertura.
Como curiosidad, la melodía principal de I Want It All fue reutilizada por el trío Gahan, Eigner y Phillpott, para el tema Saw Something del segundo álbum solista del cantante, Hourglass, en 2007.

## En directo
La canción se ha interpretado hasta ahora sólo en el correspondiente Touring the Angel, en el cual sin embargo fue tema presente sólo en la primera etapa de la gira. La interpretación, tal como está en el disco, era electroacústica. Se puede apreciar en el álbum en vivo Live in Milan.
Adicionalmente, la melodía electrónica principal se utilizó como intro de los conciertos, ésta sí durante toda la gira. Empero, se utilizó sólo la melodía electrónica, no una versión instrumental como literalmente llega a aparecer escrito en algunos medios; ésta era en realidad la coda del tema, la cual a su vez no se llevaba a cabo cuando las interpretaciones de I Want It All, que simplemente cerraba al acabar la letra.